# Hans Egedes Hjemkomst
|  | Denne artikel er oprettet af botten Steenthbot ud fra en ekstern database. Den kan derfor have sproglige fejl eller mangler. Denne skabelon kan fjernes efter kontrol af indholdet. |

Hans Egedes Hjemkomst er en dansk dokumentarisk optagelse.

## Handling
Grønlandsskibet Hans Egede ankommer til Københavns Havn. Blandt de rejsende ses vekselerer og senere dansk filmproducent Carl Bauder. Årstallet er ikke angivet.

## Medvirkende
- Carl Bauder